# سیارک ۲۱۰۲۷۱
سیارک ۲۱۰۲۷۱ (به انگلیسی: 210271 Samarkand، نامگذاری:2007TU2)۲۱۰۲۷۱مین سیارک کشف شده‌است که در ۰۲ اکتبر ۲۰۰۷ کشف شد.